# Petrosedum
A Petrosedum a kőtörőfű-virágúak (Saxifragales) rendjébe, ezen belül a varjúhájfélék (Crassulaceae) családjába és a fáskövirózsa-formák (Sempervivoideae) alcsaládjába tartozó nemzetség.
Ennek a növénynemzetségnek a legtöbb faját, korábban a varjúháj (Sedum) nevű nemzetségbe sorolták be; újabban azonban különálló összefoglaló taxont alkottak meg ezeknek. Ettől eltérően egyes rendszerezők és források még mindig Sedum-fajokként kezelik az áthelyezetteket.

## Előfordulásuk
A Petrosedum-fajok eredeti előfordulási területe majdnem az egész Európa; ez alól kivételt képez az Ír-sziget és a kontinens keleti harmada. Ez a nemzetség még őshonos a Kaukázus északi és déli határain, Anatóliában és a szomszédos térségekben, valamint Észak-Afrika nyugati és középső részein is. Az ember egyes fajait sokfelé betelepítette; ezeken a helyeken vadonnövő állományok jöttek létre.

## Rendszerezés
A nemzetségbe az alábbi 14 faj és 10 hibrid tartozik:
- Petrosedum × affomarcoi (L.Gallo & Afferni) Afferni
- Petrosedum albescens Afferni
- Petrosedum amplexicaule (DC.) Velayos
- Petrosedum × bellardii L.Gallo
- Petrosedum × brevierei (Chass. ex L.Gallo) Afferni
- Petrosedum dianium (O.Bolòs) Afferni
- Petrosedum × elaverinum (L.Gallo & J.-M.Tison) L.Gallo
- Petrosedum erectum ('t Hart) Grulich
- Petrosedum × estrelae Gideon F.Sm. & R.Stephenson
- Petrosedum forsterianum (Sm.) Grulich
- Petrosedum × henkii (L.Gallo) Afferni
- Petrosedum × hommelsii ('t Hart) Niederle
- Petrosedum × lorenzoi (Niederle) Niederle
- Petrosedum × luteolum (Chaboiss.) Grulich
- Petrosedum montanum (Songeon & E.P.Perrier) Grulich
- Petrosedum monteferraticum Niederle
- Petrosedum ochroleucum (Chaix) Niederle
- Petrosedum orientale ('t Hart) Grulich
- Petrosedum × pascalianum (L.Gallo) Afferni
- Petrosedum pruinatum (Link ex Brot.) Grulich
- kövi varjúháj (Petrosedum rupestre) (L.) P.V.Heath - típusfaj
- Petrosedum sediforme (Jacq.) Grulich
- Petrosedum subulatum (C.A.Mey.) Afferni
- Petrosedum tenuifolium (Sm.) Grulich